# Альфред Дюпон
Альфред Віктор Філадельфе Дюпон де Немур (фр. Alfred Victor Philadelphe du Pont de Nemours) — американський хімік, старший син Елеутера Ірене Дюпона, засновника EI du Pont de Nemours and Company.

## Раннє життя та родина
Дюпон народився в Парижі, син Елейтера Ірене Дюпона і Софі Мадлен Далмас Дюпон. Переїхав у США в 1800 році і виріс в штаті Делавер. Пізніше відвідував коледж Маунт-Ейрі, у місті Німеччина, штат Пенсільванія, потім вивчав хімію в коледжі Дікінсона. Перебуваючи там, був президентом літературного товариства Belles Lettres і став другом одного з його професорів, Томаса Купера. Пізніше став помічником Купера в університеті Пенсільванії. У 1824 році одружився з Маргаретті Елізабет «Молі» Ла Мотт (або Ламмот); у них було семеро дітей.

## Компанія EI du Pont
У 1818 році Дюпон повернувся додому, щоб допомогти батькові відновити порохову компанію після катастрофічного вибуху, в результаті якого загинули 33 людини та була поранена його мати. Він тісно співпрацював з батьком і особливо був зацікавлений у дослідженні нових хімічних розробок пороху. У 1837 році став керівником компанії. У 1850 році пішов у відставку з поганим здоров'ям.

## Смерть та спадщина
Альфред Дюпон помер 4 жовтня 1856 року На Елефірських млинах поблизу Грінвіла, штат Делавер, і похований на кладовищі Дюпон де Немур поблизу Грінвіла.
Його син, Альфред Віктор Дюпон, стане засновником Phi Kappa Sigma в 1850 році.